# 弥栄村 (京都府)
弥栄村（やさかむら）は、かつて京都府竹野郡にあった村。現在の京丹後市弥栄町の西半にあたる。

## 地理
- 山岳
  - 高尾山
  - 金剛童子山
- 河川
  - 宇川

## 歴史
- 1889年（明治22年）4月1日 - 町村制の施行に伴い、竹野郡吉野村・溝谷村・鳥取村・深田村が発足。
- 1933年（昭和8年）2月1日 - 溝谷村・吉野村・鳥取村・深田村が合併して弥栄村が発足。京都府知事に名称が一任された結果として「弥栄」という村名が付けられた[1]。
- 1955年（昭和30年）3月1日 - 弥栄村と野間村が合併して弥栄町が発足。同日弥栄村廃止。